# 石井忠恭
石井 忠恭（いしい ただやす、1833年（天保4年）8月 - 1904年（明治37年）7月13日）は、日本の裁判官、政治家。

## 来歴
元佐賀藩士。生家は佐賀藩主鍋島氏に連なる家系である。
明治になって政府に出仕し、1872年（明治5年）に北畠治房、大久保親正らとともに、司法権少判事に任官する。
その後、長崎地方裁判所長、高知地方裁判所長、京都地方裁判所長を歴任し、1879年（明治12年）には大審院判事に就任。1888年（明治21年）には広島控訴院検事長に転任し、その後、大審院評定官をつとめた。
1898年（明治31年）には、大隈重信の推挙で貴族院議員に勅選される。
従三位、勲四等旭日小綬章を受ける。

## 逸話
あるとき、盗賊が逮捕され、忠恭が取り調べをおこなった。そのとき、容疑者がなかなか自白しなかったため、忠恭はその容疑者に拷問をした。その様子をたまたま通りかかった明治政府の法律顧問ボアソナードがみて、裁判官がこのように容疑者を取り調べている当時の日本の司法制度の未熟さを嘆いたという逸話が残っている。
また、それをきっかけに、ボアソナードが、取り調べ中の拷問の禁止を政府に提言し、拷問が法律上禁止されることになった。

## 栄典
- 1886年（明治19年）7月8日 - 従五位[1]
- 1889年（明治22年）11月29日 - 大日本帝国憲法発布記念章[2]
- 1890年（明治23年）8月6日 – 従四位[3]